# Божко Сергій Георгійович
Сергій Георгійович Божко (26 жовтня 1958, м. Київ — † 6 лютого 2017, м. Київ) — Голова Державної інспекції ядерного регулювання України (2014—2017 рр.).

## Освіта
Освіта вища — у 1982 році закінчив Київський політехнічний інститут за спеціальністю теплові електричні станції.

## Кар'єра
Працював з 1982 по 1993 роки в Київському науково-дослідному та проектно-конструкторському інституті «Енергопроект». Брав участь у проектуванні АЕС «Пакш» (Угорщина), Хмельницької, Рівненської АЕС (Україна), Балаковської АЕС (Росія), АЕС «Белене» (Болгарія). З 1993 р. працював в органі державного регулювання ядерної та радіаційної безпеки на різних посадах.
З 2005 по 2011 роки обіймав посаду заступника Голови Державного комітету ядерного регулювання України. Основна сфера відповідальності — державне регулювання безпеки ядерних установок.
Брав участь в розробці законодавчих та нормативних документів з ядерної та радіаційної безпеки. Активно співпрацював з МАГАТЕ та ЄК. Володіє англійською та російською мовами.
З 2011 року працював в ДП «Національна атомна енергогенеруюча компанія „Енергоатом“».
Розпорядженням Кабінету Міністрів України від 9 квітня 2014 року № 355-р Божка Сергія Георгійовича призначено Головою Державної інспекції ядерного регулювання України.

## Відзнаки та нагороди
- Відзнака Президента України — ювілейна медаль «25 років незалежності України» (2016).[1]